# Post Tower
De Post Tower is een 163-meter hoge wolkenkrabber in het Duitse Bonn, Noordrijn-Westfalen. Het is het hoofdkantoor van de Deutsche Post DHL. De 42 verdiepingen hoge toren is de hoogste van Bonn en de op 8 na hoogste van heel Duitsland. De toren behaalde in 2002 de tweede plaats op de Emporis Skyscraper Awards, de eerste plek ging toen naar het Kingdom Centre in Riyad, Saoedi-Arabië. De architect van de toren is Helmut Jahn.

## Galerij
0000 (Klik op de foto's voor een grotere weergave.)

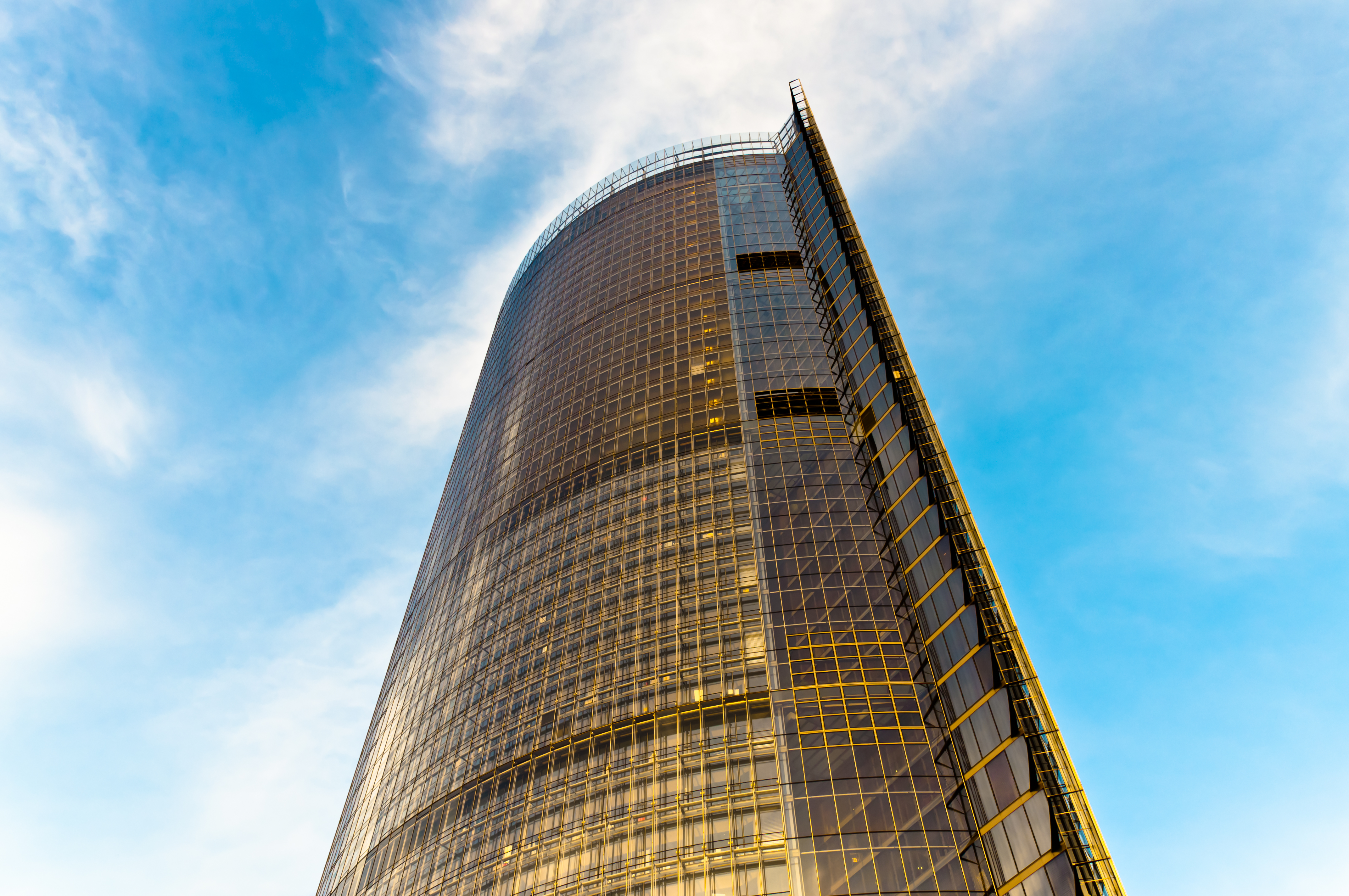
De Post Tower tijdens zonsondergang.
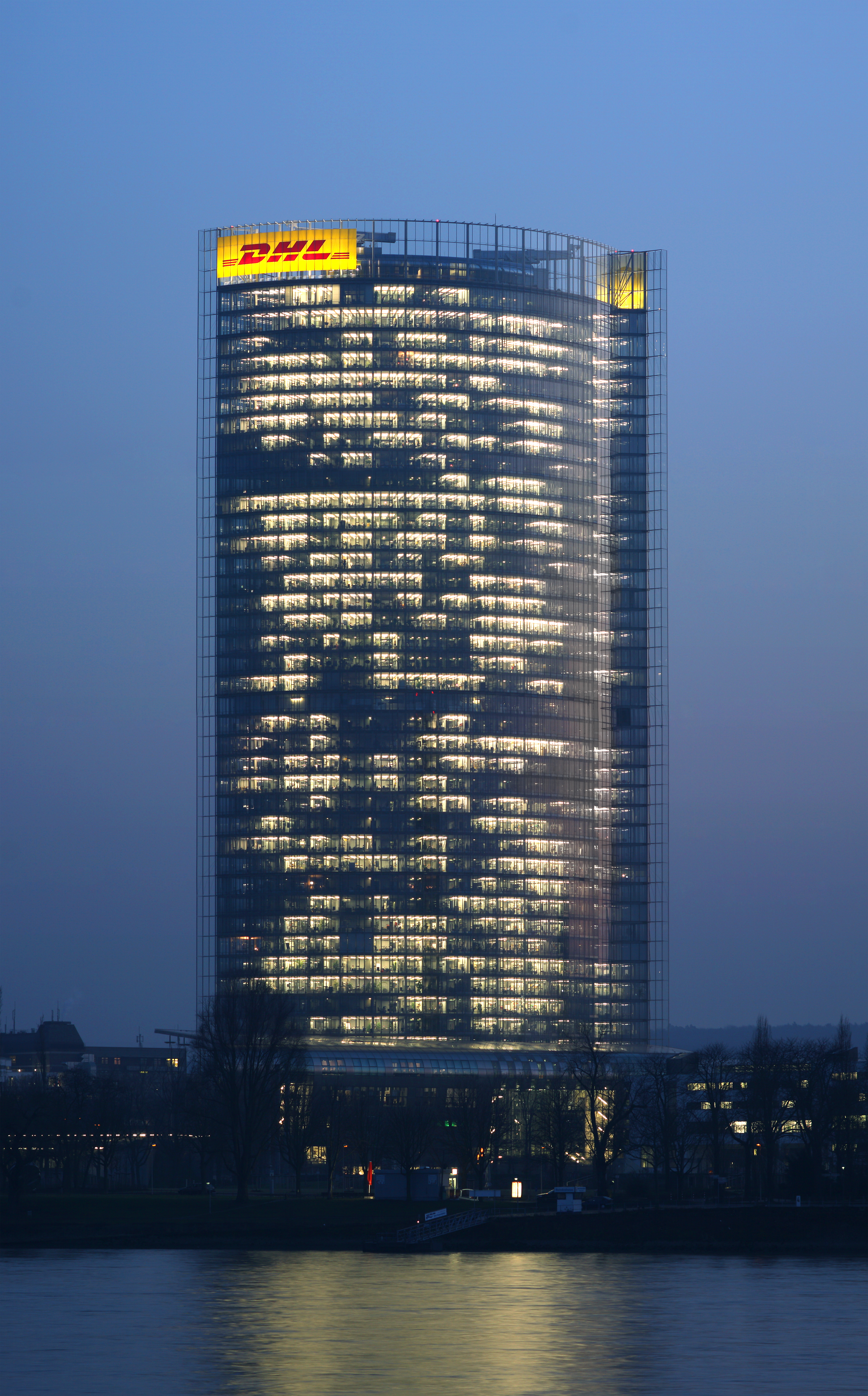
De Post Tower bij nacht.